# Monte Cristo
Monte Cristo Games — французская компания, разработчик и издатель компьютерных игр, существовавшая с 1995 по 2010 год. Самые знаменитые[по чьей версии?] её проекты — City Life и Cities XL. Компания Monte Cristo создана в 1995 году бывшим вице-президентом Credit Suisse First Boston Жаном-Марком де Фети и бывшим старшим консультантом по стратегии компании Marc & Co Жаном-Кристофом Маркизом в Париже.

## Проекты
Наиболее известными[по чьей версии?] изданными и разработанными проектами в истории Monte Cristo можно назвать:
- Wall Street Trader[англ.]
- Start UP
- Starpiece
- Afrika Korps
- Fire Department
- Medieval Lord
- Star Academ
- City Life
- D-Day
- Silverfall
- Cities XL
- 7 Sins
- Th3 Plan